# EM i curling 1980
Europamesterskabet i curling 1980 for herre- og kvindehold var det sjette EM i curling. Mesterskabet blev arrangeret af European Curling Federation, og turneringen blev afviklet i Hvidovre Skøjtehal i København, Danmark i perioden 30. november – 6. december 1980.
Mændenes mesterskab havde deltagelse af tolv hold, hvilket var ny deltagerrekord, idet Luxembourg for første gang stillede op med et herrehold til EM. Kvindeturneringen satte med 11 deltagende hold ligeledes deltagerrekord, idet Wales og Holland debuterede ved mesterskabet.

## Mænd
De tolv hold mødtes alle-mod-alle (round robin-kampe), hvilket gav elleve kampe til hvert hold. Som noget nyt i forhold til året før var slutspillet reduceret til kun at omfatte tre hold. Vinderen af grundspillet gik direkte videre til finalen, mend nr. 2 og 3 spillede semifinale om den anden finaleplads.
Skotlands hold fra Aberdeen Curling Club med Barton Henderson forsvarede det europamesterskabet, som de skotske herrer havde vundet året før, ved at besejre Norge i finalen med 6-4. Skotterne blev ellers "kun" nr. 3 i grundspillet men formåede at besejre Sverige med 7-4 i semifinalen og sidenhen altså også Norge, som ellers var gået ubesejret gennem grundspillet. Det var Skotlands anden EM-titel for mænd (og den anden i træk). Sølvmedaljerne gik som nævnt Norge, mens bronzemedaljerne gik til Sverige, som dermed vandt EM-medaljer for sjette EM i træk.
Værtslandet Danmark blev repræsenteret af et hold fra Hvidovre Curling Club bestående af Per Berg, Gert Larsen, Jan Hansen og Michael Harry. Holdet sluttede for andet EM i træk på sjettepladsen efter seks sejre og fem nederlag i grundspillet.

### Round robin
| Draw        | Kamp                  | Res. | Kamp                    | Res. | Kamp                      | Res.  |
| ----------- | --------------------- | ---- | ----------------------- | ---- | ------------------------- | ----- |
| 1           | Norge - Sverige       | 8-6  | Schweiz - Luxembourg    | 7-6  | Italien - England         | 12-10 |
| 1           | Frankrig - Skotland   | 9-5  | Vesttyskland - Holland  | 10-6 | Danmark - Wales           | 7-4   |
| 2           | Sverige - Luxembourg  | 13-3 | Danmark - Holland       | 14-4 | Wales - Skotland          | 9-8   |
| 2           | Frankrig - England    | 6-3  | Schweiz - Vesttyskland  | 9-5  | Norge - Italien           | 99-0  |
| 3           | Sverige - Holland     | 8-5  | Norge - Luxembourg      | 14-3 | Frankrig - Danmark        | 5-4   |
| 3           | Italien - Wales       | 9-6  | Vesttyskland - England  | 11-3 | Skotland - Schweiz        | 6-4   |
| 4           | Vesttyskland - Wales  | 11-3 | Skotland - England      | 8-5  | Italien - Luxembourg      | 14-7  |
| 4           | Holland - Wales       | 10-7 | Norge - Frankrig        | 10-5 | Schweiz - Danmark         | 7-5   |
| 5           | Sverige - Schweiz     | 6-3  | Frankrig - Wales        | 12-4 | Norge - Vesttyskland      | 8-5   |
| 5           | Skotland - Luxembourg | 12-4 | Danmark - England       | 11-6 | Italien - Holland         | 8-6   |
| 6           | Sverige - Wales       | 16-6 | Schweiz - Holland       | 8-5  | Luxembourg - England      | 14-5  |
| 6           | Danmark - Italien     | 13-3 | Frankrig - Vesttyskland | 8-7  | Norge - Skotland          | 7-6   |
| 7           | Sverige - Frankrig    | 6-4  | Danmark - Vesttyskland  | 5-2  | Schweiz - England         | 12-4  |
| 7           | Luxembourg - Wales    | 10-6 | Norge - Holland         | 13-2 | Skotland - Italien        | 10-4  |
| 8           | Sverige - Danmark     | 7-3  | Norge - England         | 11-3 | Schweiz - Wales           | 10-3  |
| 8           | Skotland - Holland    | 11-5 | Italien - Vesttyskland  | 9-8  | Frankrig - Luxembourg     | 9-6   |
| 9           | Sverige - Italien     | 11-5 | Skotland - Vesttyskland | 6-3  | Frankrig - Schweiz        | 9-6   |
| 9           | Holland - England     | 9-3  | Danmark - Luxembourg    | 9-4  | Norge - Wales             | 12-5  |
| 10          | Sverige - England     | 12-3 | Vesttyskland - Wales    | 10-4 | Norge - Schweiz           | 8-2   |
| 10          | Holland - Luxembourg  | 9-7  | Skotland - Danmark      | 5-3  | Italien - Frankrig        | 9-4   |
| 11          | Skotland - Sverige    | 9-8  | Frankrig - Holland      | 8-5  | Norge - Danmark           | 8-5   |
| 11          | Schweiz - Italien     | 8-2  | Wales - England         | 12-3 | Vesttyskland - Luxembourg | 10-3  |
| Tie-breaker |                       |      |                         |      |                           |       |
| 12          | Skotland - Frankrig   | 7-3  |                         |      |                           |       |

| Plac. | Hold         | Vundne | Tabte |
| ----- | ------------ | ------ | ----- |
| 1.    | Norge        | 11     | 0     |
| 2.    | Sverige      | 9      | 2     |
| 3.    | Skotland     | 8      | 3     |
| 4.    | Frankrig     | 8      | 3     |
| 5.    | Schweiz      | 7      | 4     |
| 6.    | Danmark      | 6      | 5     |
| 7.    | Italien      | 6      | 5     |
| 8.    | Vesttyskland | 4      | 7     |
| 9.    | Holland      | 3      | 8     |
| 10.   | Luxembourg   | 2      | 9     |
| 11.   | Wales        | 2      | 9     |
| 12.   | England      | 0      | 11    |

### Semifinale og finale
| Dato       | Kamp               | Res.       |
| Semifinale | Semifinale         | Semifinale |
| ---------- | ------------------ | ---------- |
| ?          | Skotland - Sverige | 7-3        |
| Finale     |                    |            |
| 6.12.      | Skotland - Norge   | 6-4        |

### Samlet rangering
| Plac.  | Hold         | 4 (skip)         | 3                  | 2                  | 1                  |
| ------ | ------------ | ---------------- | ------------------ | ------------------ | ------------------ |
| Guld   | Skotland     | Barton Henderson | Greig Henderson    | Billy Henderson    | Alastair Sinclair  |
| Sølv   | Norge        | Kristian Sørum   | Eigil Ramsfjell    | Gunnar Meland      | Dagfinn Loen       |
| Bronze | Sverige      | Anders Eriksson  | Lars Eriksson      | Ulf Sundström      | Håkan Svernell     |
| 4.     | Frankrig     | Claude Feige     | Marc Sibuet        | Gilles Marin-Pache | Claude Marin-Pache |
| 5.     | Schweiz      | Markus Etienne   | Rolf Bättig        | Thomas Greter      | Mark Zeugin        |
| 6.     | Danmark      | Per Berg         | Gert Larsen        | Jan Hansen         | Michael Harry      |
| 7.     | Italien      | Dino Zardini     | Dino Menardi       | Valrio Constantini | Cesare Maioni      |
| 8.     | Vesttyskland | Manfred Schulze  | Balint von Bery    | Manfred Rösgen     | Ralph Hubner       |
| 9.     | Holland      | Otto Veening     | Robert v.d. Cammen | Jeroen Tilman      | Wim Neeleman       |
| 10.    | Luxembourg   | Nico Schweich    | Bill Bannerman     | Guy Schweich       | Gisbert Franz      |
| 11.    | Wales        | Keith Preston    | Gordon Vickers     | Peter Williams     | John Hunt          |
| 12.    | England      | Tony Atherton    | Frank Kershaw      | Tony Fraser        | John Kerr          |

## Kvinder
De elleve hold mødtes alle-mod-alle (round robin-kampe), hvilket gav otte kampe til hvert hold. Som noget nyt i forhold til året før var slutspillet blevet udvidet til fire hold. De fire bedste hold fra grundspillet gik videre til semifinalerne, hvorfra vinderne gik videre til finalen om guld og sølv. De to tabere af semifinalerne blev begge tildelt bronzemedaljer.
Sveriges hold fra Karlstads Curlingklubb med Elisabeth Högström som kaptajn vandt for fjerde gang EM-titlen for kvinder ved at besejre Norge med 10-9 i finalen. Det var første gang, at Norges kvinder vandt medaljer ved EM i curling. Bronzemedaljerne gik til Vesttyskland, som ligeledes vandt sin første EM-medalje for kvinder, og Skotland, som dermed vandt bronze for femte år i træk. De forsvarende mestre fra Schweiz sluttede på sjettepladsen.
Danmark blev repræsenteret af et hold fra Hvidovre Curlig Club bestående af Helena Blach, Marianne Jørgensen, Astrid Birnbaum og Malene Krause. Holdet opnåede en femteplads efter seks sejre og fire nederlag i round robin-kampene. Femtepladsen var Danmarks indtil da bedste EM-resultat for kvinder.

### Round robin
| Draw | Kamp                    | Res. | Kamp                 | Res. | Kamp                   | Res. | Kamp                   | Res. | Kamp                    | Res. |
| ---- | ----------------------- | ---- | -------------------- | ---- | ---------------------- | ---- | ---------------------- | ---- | ----------------------- | ---- |
| 1    | Sverige - Skotland      | 13-4 | Norge - England      | 11-5 | Holland - Danmark      | 11-6 | Vesttyskland - Italien | 9-7  | Frankrig - Wales        | 9-7  |
| 2    | Vesttyskland - Schweiz  | 5-4  | Sverige - Holland    | 12-1 | Norge - Wales          | 17-4 | Danmark - England      | 12-4 | Skotland - Italien      | 10-4 |
| 3    | Vesttyskland - Frankrig | 14-5 | Skotland - Schweiz   | 10-6 | Sverige - Italien      | 9-8  | Holland - England      | 9-5  | Danmark - Wales         | 15-1 |
| 4    | Holland - Wales         | 13-2 | Norge - Vesttyskland | 9-7  | Schweiz - Italien      | 10-8 | Sverige - England      | 19-2 | Skotland - Frankrig     | 11-6 |
| 5    | Sverige - Schweiz       | 11-3 | Italien - Frankrig   | 9-3  | Skotland - Norge       | 8-6  | Wales - England        | 13-6 | Vesttyskland - Danmark  | 12-3 |
| 6    | Skotland - Danmark      | 14-1 | Sverige - Wales      | 14-3 | Vesttyskland - Holland | 13-3 | Schweiz - Frankrig     | 10-3 | Norge - Italien         | 10-8 |
| 7    | Danmark - Italien       | 13-4 | Skotland - Holland   | 12-3 | Sverige - Frankrig     | 11-4 | Schweiz - Norge        | 6-5  | Vesttyskland - England  | 9-8  |
| 8    | Skotland - England      | 17-6 | Norge - Frankrig     | 13-2 | Vesttyskland - Wales   | 15-2 | Danmark - Schweiz      | 9-7  | Italien - Holland       | 10-6 |
| 9    | Skotland - Wales        | 12-2 | Holland - Schweiz    | 10-6 | Italien - England      | 18-5 | Sverige - Norge        | 7-4  | Danmark - Frankrig      | 8-7  |
| 10   | Italien - Wales         | 12-5 | Norge - Danmark      | 11-1 | Frankrig - Holland     | 8-5  | Schweiz - England      | 15-4 | Sverige - Vesttyskland  | 15-3 |
| 11   | Danmark - Sverige       | 8-7  | Schweiz - Wales      | 17-1 | Frankrig - England     | 8-7  | Norge - Holland        | 8-5  | Vesttyskland - Skotland | 8-6  |

| Plac. | Hold         | Vundne | Tabte |
| ----- | ------------ | ------ | ----- |
| 1.    | Sverige      | 9      | 1     |
| 2.    | Vesttyskland | 8      | 2     |
| 3.    | Skotland     | 8      | 2     |
| 4.    | Norge        | 7      | 3     |
| 5.    | Danmark      | 6      | 4     |
| 6.    | Schweiz      | 5      | 5     |
| 7.    | Italien      | 4      | 6     |
| 8.    | Holland      | 4      | 6     |
| 9.    | Frankrig     | 3      | 7     |
| 10.   | Wales        | 1      | 9     |
| 11.   | England      | 0      | 10    |

### Semifinaler og finale
| Dato        | Kamp                   | Res.        |
| Semifinaler | Semifinaler            | Semifinaler |
| ----------- | ---------------------- | ----------- |
| ?           | Sverige - Vesttyskland | 5-3         |
| ?           | Norge - Skotland       | 11-8        |
| Finale      |                        |             |
| 6.12.       | Sverige - Norge        | 10-9        |

### Samlet rangering
| Plac.  | Hold         | 4 (skip)            | 3                    | 2                | 1                  |
| ------ | ------------ | ------------------- | -------------------- | ---------------- | ------------------ |
| Guld   | Sverige      | Elisabeth Högström  | Carina Olsson        | Birgitta Sewik   | Karin Sjögren      |
| Sølv   | Norge        | Ellen Githmark      | Trine Trulsen        | Ingvill Githmark | Kirsten Vaule      |
| Bronze | Vesttyskland | Andrea Schöpp       | Eleonore Schöpp      | Anneliese Diemer | Monika Wagner      |
| Bronze | Skotland     | Bett Law            | Bea Sinclair         | Jane Sanderson   | Carol Hamilton     |
| 5.     | Danmark      | Helena Blach        | Marianne Jørgensen   | Astrid Birnbaum  | Malene Krause      |
| 6.     | Schweiz      | Gaby Charriere      | Jaqueline Landolt    | Marianne Uhlmann | Cecile Blanvillain |
| 7.     | Italien      | Maria G. Costantini | Ann Lacedelli        | Thea Valt        | Marina Pavani      |
| 8.     | Holland      | Laura van Imhoff    | Hermance v.d. Houten | Annemie de Jongh | Hanneke Veening    |
| 9.     | Frankrig     | Martine Drewnowski  | Josiane Chambard     | Martine Dromard  | Anne-C. Kennerson  |
| 10.    | Wales        | Jean King           | Margaret Crawley     | Heather Rees     | Doris Vickers      |
| 11.    | England      | Gwen French         | Jean Picken          | June Henry       | Lynda Clegg        |